# Hays Creek Falls
Die Hays Creek Falls sind ein Wasserfall in der Region Auckland auf der Nordinsel Neuseelands. Im Gebiet der Ortschaft Hunua liegt er im Lauf des Hayes Stream. Seine Fallhöhe beträgt rund 6 Meter.
Vom New Zealand State Highway 1 führt die Ausfahrt zur Ortschaft Papakura über die Beach Road und Settlement Road zur Hunua Road. Auf letzterer ist nach 4 km in östlicher Richtung der direkt an der Straße liegende Wasserfall erreicht.